# Puchar Świata w narciarstwie alpejskim mężczyzn 2009/2010
Puchar Świata w narciarstwie alpejskim mężczyzn sezon 2009/2010 jest to 44 edycja tej imprezy. Cykl ten rozpoczął się w Sölden (Austria) 25 października 2009 roku, a zakończył 13 marca 2010 roku w Garmisch-Partenkirchen (Niemcy).

## Podium zawodów

### Indywidualnie
| Lp.                                              | Data                             | Miejscowość             | Konkurencja     | 1. Miejsce             | 2. Miejsce             | 3. Miejsce                             |
| ------------------------------------------------ | -------------------------------- | ----------------------- | --------------- | ---------------------- | ---------------------- | -------------------------------------- |
| 1.                                               | 25 października 2009             | Sölden                  | gigant          | Didier Cuche           | Ted Ligety             | Carlo Janka                            |
| 2.                                               | 15 listopada 2009                | Levi                    | slalom          | Reinfried Herbst       | Ivica Kostelić         | Jean-Baptiste Grange                   |
| 3.                                               | 28 listopada 2009                | Lake Louise             | zjazd           | Didier Cuche           | Werner Heel            | Carlo Janka                            |
| 4.                                               | 29 listopada 2009                | Lake Louise             | supergigant     | Manuel Osborne-Paradis | Benjamin Raich         | Michael Walchhofer                     |
| 5.                                               | 4 grudnia 2009                   | Beaver Creek            | superkombinacja | Carlo Janka            | Didier Défago          | Natko Zrnčić-Dim                       |
| 6.                                               | 5 grudnia 2009                   | Beaver Creek            | zjazd           | Carlo Janka            | Didier Cuche           | Aksel Lund Svindal                     |
| 7.                                               | 6 grudnia 2009                   | Beaver Creek            | gigant          | Carlo Janka            | Benjamin Raich         | Aksel Lund Svindal                     |
| 8.                                               | 11 grudnia 2009                  | Val d’Isère             | superkombinacja | Benjamin Raich         | Marcel Hirscher        | Manfred Mölgg Romed Baumann            |
| 9.                                               | 12 grudnia 2009                  | Val d’Isère             | supergigant     | Michael Walchhofer     | Ted Ligety             | Werner Heel                            |
| 10.                                              | 13 grudnia 2009                  | Val d’Isère             | gigant          | Marcel Hirscher        | Massimiliano Blardone  | Benjamin Raich                         |
| 11.                                              | 18 grudnia 2009                  | Val Gardena             | supergigant     | Aksel Lund Svindal     | Carlo Janka            | Patrick Staudacher                     |
| 12.                                              | 19 grudnia 2009                  | Val Gardena             | zjazd           | Manuel Osborne-Paradis | Mario Scheiber         | Ambrosi Hoffmann Johan Clarey          |
| 13.                                              | 20 grudnia 2009                  | Alta Badia              | gigant          | Massimiliano Blardone  | Davide Simoncelli      | Cyprien Richard                        |
| 14.                                              | 21 grudnia 2009                  | Alta Badia              | slalom          | Reinfried Herbst       | Silvan Zurbriggen      | Manfred Pranger                        |
| 15.                                              | 29 grudnia 2009                  | Bormio                  | zjazd           | Andrej Jerman          | Didier Defago          | Michael Walchhofer                     |
| 16.                                              | 6 stycznia 2010                  | Zagrzeb                 | slalom          | Giuliano Razzoli       | Manfred Mölgg          | Julien Lizeroux                        |
| 17.                                              | 10 stycznia 2010                 | Adelboden               | slalom          | Julien Lizeroux        | Marcel Hirscher        | Ivica Kostelić                         |
| 18.                                              | 15 stycznia 2010                 | Wengen                  | superkombinacja | Bode Miller            | Carlo Janka            | Silvan Zurbriggen                      |
| 19.                                              | 16 stycznia 2010                 | Wengen                  | zjazd           | Carlo Janka            | Manuel Osborne-Paradis | Marco Büchel                           |
| 20.                                              | 17 stycznia 2010                 | Wengen                  | slalom          | Ivica Kostelić         | André Myhrer           | Reinfried Herbst                       |
| 21.                                              | 22 stycznia 2010                 | Kitzbühel               | supergigant     | Didier Cuche           | Michael Walchhofer     | Georg Streitberger                     |
| 22.                                              | 23 stycznia 2010                 | Kitzbühel               | zjazd           | Didier Cuche           | Andrej Šporn           | Werner Heel                            |
| 23.                                              | 24 stycznia 2010                 | Kitzbühel               | slalom          | Felix Neureuther       | Julien Lizeroux        | Giuliano Razzoli                       |
| 24.                                              | 23-24 stycznia 2010              | Kitzbühel               | kombinacja      | Ivica Kostelić         | Silvan Zurbriggen      | Benjamin Raich                         |
| 25.                                              | 26 stycznia 2010                 | Schladming              | slalom          | Reinfried Herbst       | Silvan Zurbriggen      | Manfred Pranger                        |
| 26.                                              | 9 stycznia 2010 29 stycznia 2010 | Adelboden Kranjska Gora | gigant          | Ted Ligety             | Marcel Hirscher        | Kjetil Jansrud                         |
| 27.                                              | 30 stycznia 2010                 | Kranjska Gora           | gigant          | Marcel Hirscher        | Kjetil Jansrud         | Ted Ligety                             |
| 28.                                              | 31 stycznia 2010                 | Kranjska Gora           | slalom          | Reinfried Herbst       | Marcel Hirscher        | Julien Lizeroux                        |
| 21. Zimowe Igrzyska Olimpijskie 2010 – Vancouver |                                  |                         |                 |                        |                        |                                        |
| 29.                                              | 6 marca 2010                     | Kvitfjell               | zjazd           | Didier Cuche           | Aksel Lund Svindal     | Klaus Kröll                            |
| 30.                                              | 7 marca 2010                     | Kvitfjell               | supergigant     | Erik Guay              | Hannes Reichelt        | Aksel Lund Svindal Tobias Grünenfelder |
| 31.                                              | 10 marca 2010                    | Garmisch-Partenkirchen  | zjazd           | Carlo Janka            | Mario Scheiber         | Erik Guay Patrick Küng                 |
| 32.                                              | 11 marca 2010                    | Garmisch-Partenkirchen  | supergigant     | Erik Guay              | Ivica Kostelić         | Aksel Lund Svindal                     |
| 33.                                              | 12 marca 2010                    | Garmisch-Partenkirchen  | gigant          | Carlo Janka            | Davide Simoncelli      | Philipp Schörghofer Ted Ligety         |
| 34.                                              | 13 marca 2010                    | Garmisch-Partenkirchen  | slalom          | Felix Neureuther       | Manfred Pranger        | André Myhrer                           |

### Drużynowy slalom gigant równoległy
| Data          | Miejsce                | 1. miejsce                                                              | 2. miejsce                                                                                           | 3. miejsce |
| 14 marca 2009 | Garmisch-Partenkirchen | Czechy · Lucie Hrstková · Šárka Záhrobská · Ondřej Bank · Kryštof Krýzl | Szwajcaria · Nadja Kamer · Nadia Styger · Fabienne Suter · Marc Berthod · Marc Gini · Sandro Viletta | Austria · Elisabeth Görgl · Michaela Kirchgasser · Kathrin Zettel · Romed Baumann · Marcel Hirscher · Benjamin Raich |

## Wyniki reprezentantów Polski
| Zawodnik | Sölden 24.10 | Levi 14.11 | Lake Louise 28.11 | Lake Louise 29.11 | Beaver Creek 4.12 | Beaver Creek 5.12 | Beaver Creek 6.12 | Val d’Isère 11.12 | Val d’Isère 12.12 | Val d’Isère 13.12 | Gröden 18.12 | Gröden 19.12 | Alta Badia 20.12 | Alta Badia 21.12 | Bormio 29.12 | Zagrzeb 6.01 | Adelboden 9.01 | Adelboden 10.01 | Wengen 15.01 | Wengen 16.01 | Wengen 17.01 | Kitzbühel 22.01 | Kitzbühel 23.01 | Kitzbühel 24.01 | Kitzbühel 23-24.01 | Schladming 26.01 | Kranjska Gora Gigant przeniesiony z Adelboden 9.01 | Kranjska Gora 30.01 | Kranjska Gora 31.01 | Kvitfjell 6.03 | Kvitfjell 7.03 | Garmisch-Partenkirchen 10.03 | Garmisch-Partenkirchen 11.03 | Garmisch-Partenkirchen 12.03 | Garmisch-Partenkirchen 13.03 |
| M. Kłusak | dnf          | dns        | -                 | -                 | -                 | 46                | 60                | -                 | -                 | -                 | -            | -            | -                | -                | -            | -            | -              | -               | -            | -            | -            | -               | -               | -               | -                  | -                | -                                                  | -                   | -                   | -              | -              | -                            | -                            | -                            | -                            |
| M. Bydliński | -            | -          | dnf               | dnf               | 34                | -                 | -                 | dnf               | dns               | -                 | -            | -            | -                | -                | -            | -            | -              | -               | -            | -            | -            | -               | dnf             | dnf             | dnf                | -                | -                                                  | -                   | -                   | -              | -              | -                            | -                            | -                            | -                            |
| 1-3 4-30 poniżej 30 dnf – zawodnik nie ukończył zjazdu dns – Zawodnik nie wystartował dsq – Zawodnik zdyskwalifikowany |              |            |                   |                   |                   |                   |                   |                   |                   |                   |              |              |                  |                  |              |              |                |                 |              |              |              |                 |                 |                 |                    |                  |                                                    |                     |                     |                |                |                              |                              |                              |                              |

## Klasyfikacje
| Lp. | Zawodnik           | Punkty |
| --- | ------------------ | ------ |
| 1.  | Carlo Janka        | 1197   |
| 2.  | Benjamin Raich     | 1091   |
| 3.  | Didier Cuche       | 952    |
| 4.  | Aksel Lund Svindal | 883    |
| 5.  | Ivica Kostelić     | 805    |
| 6.  | Marcel Hirscher    | 691    |
| 7.  | Ted Ligety         | 667    |
| 8.  | Silvan Zurbriggen  | 619    |
| 9.  | Julien Lizeroux    | 614    |
| 10. | Michael Walchhofer | 594    |

| Lp. | Zawodnik               | Punkty |
| --- | ---------------------- | ------ |
| 1.  | Didier Cuche           | 525    |
| 2.  | Carlo Janka            | 448    |
| 3.  | Werner Heel            | 292    |
| 4.  | Manuel Osborne-Paradis | 281    |
| 5.  | Mario Scheiber         | 273    |
| 6.  | Michael Walchhofer     | 260    |
| 7.  | Aksel Lund Svindal     | 248    |
| 8.  | Didier Defago          | 230    |
| 9.  | Marco Büchel           | 202    |
| 10. | Andrej Sporn           | 189    |

| Lp. | Zawodnik               | Punkty |
| --- | ---------------------- | ------ |
| 1.  | Erik Guay              | 331    |
| 2.  | Michael Walchhofer     | 316    |
| 3.  | Aksel Lund Svindal     | 314    |
| 4.  | Benjamin Raich         | 210    |
| 5.  | Mario Scheiber         | 199    |
| 6.  | Carlo Janka            | 192    |
| 7.  | Hannes Reichelt        | 186    |
| 8.  | Didier Cuche           | 184    |
| 9.  | Manuel Osborne-Paradis | 172    |
| 10. | Patrick Staudacher     | 159    |

| Lp. | Zawodnik              | Punkty |
| --- | --------------------- | ------ |
| 1.  | Ted Ligety            | 412    |
| 2.  | Carlo Janka           | 341    |
| 3.  | Benjamin Raich        | 231    |
| 4.  | Davide Simoncelli     | 211    |
| 5.  | Massimiliano Blardone | 309    |
| 6.  | Marcel Hirscher       | 306    |
| 7.  | Kjetil Jansrud        | 294    |
| 8.  | Aksel Lund Svindal    | 211    |
| 9.  | Didier Cuche          | 207    |
| 10. | Alexander Ploner      | 186    |

| Lp. | Zawodnik          | Punkty |
| --- | ----------------- | ------ |
| 1.  | Reinfried Herbst  | 534    |
| 2.  | Julien Lizeroux   | 512    |
| 3.  | Silvan Zurbriggen | 365    |
| 4.  | Ivica Kostelić    | 360    |
| 5.  | Felix Neureuther  | 329    |
| 6.  | Benjamin Raich    | 304    |
| 7.  | Manfred Pranger   | 282    |
| 8.  | Marcel Hirscher   | 281    |
| 9.  | Michael Janyk     | 267    |
| 10. | Mattias Hargin    | 228    |

| Lp. | Zawodnik           | Punkty |
| --- | ------------------ | ------ |
| 1.  | Benjamin Raich     | 246    |
| 2.  | Carlo Janka        | 216    |
| 3.  | Ivica Kostelić     | 172    |
| 4.  | Silvan Zurbriggen  | 166    |
| 5.  | Bode Miller        | 145    |
| 6.  | Romed Baumann      | 134    |
| 7.  | Natko Zrnčić-Dim   | 127    |
| 8.  | Didier Défago      | 109    |
| 9.  | Aksel Lund Svindal | 101    |
| 10. | Julien Lizeroux    | 88     |

| Lp. | Państwo           | Punkty |
| --- | ----------------- | ------ |
| 1.  | Austria           | 5467   |
| 2.  | Szwajcaria        | 4502   |
| 3.  | Włochy            | 2903   |
| 4.  | Francja           | 2024   |
| 5.  | Kanada            | 1852   |
| 6.  | Norwegia          | 1601   |
| 7.  | Stany Zjednoczone | 1532   |
| 8.  | Szwecja           | 1126   |
| 9.  | Chorwacja         | 1105   |
| 10. | Słowenia          | 834    |